# Parlamentswahl in Lettland 2022
- S!: 11
- P: 10
- ZZS: 16
- AS: 15
- JV: 26
- LPV: 9
- NA: 13

Die Parlamentswahl in Lettland 2022 war die Wahl der Abgeordneten der Saeima in der 14. Wahlperiode. Sie fand am 1. Oktober 2022 statt.

## Ausgangslage
Nach der Wahl 2018 gestaltete sich die Regierungsbildung mit insgesamt sieben Parteien im Parlament schwierig. Erst dreieinhalb Monate nach der Wahl trat am 23. Januar 2019 die neue konservative Koalitionsregierung aus Kam pieder valsts? (KPV LV), Jaunā konservatīvā partija (JKP), Attīstībai/Par! (AP!), Nacionālā apvienība "Visu Latvijai!"–"Tēvzemei un Brīvībai/LNNK" (NA) und Vienotība (V) ihr Amt an, nachdem zuvor zwei Versuche, sich zu einigen, gescheitert waren. Ministerpräsident wurde der vormalige Europaabgeordnete Arturs Krišjānis Kariņš von der Vienotība, der kleinsten im Parlament vertretenen Partei.
Durch interne Querelen und Auflösungserscheinungen bei der KPV LV kam es immer wieder dazu, dass die Koalition vor allem mit sich selbst beschäftigt war. Im Juni 2021 wurde die KPV schließlich von den anderen Koalitionspartner aus der Regierung ausgeschlossen. Mit Unterstützung einiger Ex-KPV-Mitgliedern regierte man von da an zunächst als Minderheitsregierung, konnte aber durch weitere Übertritte bis Ende 2021 wieder eine eigene Parlamentsmehrheit gewinnen.
Änderungen der Fraktionszugehörigkeit in der Legislaturperiode von 2018 bis 2022
Jūlija Stepaņenko war als Kandidatin der Sociāldemokrātiskā partija „Saskaņa“ gewählt worden, schloss sich dem Parlament aber als fraktionslose Abgeordnete an. Im Februar 2019 wurde Aldis Gobzems aus der KPV LV und deren Fraktion ausgeschlossen. Im Zusammenhang mit der Präsidentschaftswahl verließen im Mai 2019 auch Linda Liepiņa und Katrina Sprūde die KPV LV. Im Juni desselben Jahres verließ Inguna Rībena die Fraktion der NA und Didzis Šmits die der KVP LV. Im August 2019 gab die ehemalige Gesundheitsministern Anda Čakša bekannt, das Bündnis der Grünen und Bauern verlassen zu haben, um sich der Vienotība anzuschließen. Da ein Fraktionsübertritt nicht möglich ist, gehört auch sie dem Parlament seitdem als Fraktionslose an, wird aber mit der Vienotība kooperieren. Der Zerfall der KPV-Fraktion setzte sich 2020 fort, als Artuss Kaimiņš und Aldis Blumbergs im Januar ausgeschlossen wurden. Blumbergs schloss sich später ebenfalls der Vienotība an. Nachdem sein Vorschlag zu einer Verwaltungsreform nicht die Unterstützung seiner JK-Fraktion gefunden hatte, trat Andris Kazinovskis im Mai 2020 aus dieser aus. Nach der Niederlage bei der vorgezogenen Kommunalwahl in Riga kam es auch bei der Saskaņa zu Zerwürfnissen. Am 16. September 2020 wurden Vjačeslavs Dombrovskis und Ļubova Švecova aus der Fraktion ausgeschlossen. Noch im selben Monat verließ auch Evija Papule diese. Im Dezember 2020 trennten sich auch die Wege der KPV LV und ihres zeitweiligen Partei- und Fraktionsvorsitzenden Atis Zakatistovs. Als nächste Abgeordnete verließ Iveta Benhena-Bēkena im April 2021 die KPV-Fraktion. Nach ihrem Parteiübertritt zur Vienotība sitzt auch sie als fraktionslose Abgeordnete im Parlament.
Nach dem Parteiübertritt von Wirtschaftsminister Jānis Vitenbergs spaltete sich die KPV-Fraktion endgültig. Vier Abgeordnete, die für einen Verbleib des Ministers im Amt waren (Aivars Geidāns, Janīna Kursīte, Ivars Puga und Edgars Kronbergs), verließen die KVP LV nach seiner Abberufung durch die Fraktion. Daraufhin kehrte Vitenbergs zunächst als Abgeordneter ins Parlament zurück, dem er als NA-Mitglied und Fraktionsloser angehörte. Die vier Ex-KVPler bildeten, zusammen mit Atis Zakatistovs, zunächst eine selbsternannte Stabilisierungsgruppe, die mit der Regierung stimmte. Mit dem folgenden Ausschluss der KPV LV aus der Regierung und der Wiedereinsetzung von Vitenbergs durch seine neue Partei, kam es zu einer Kabinettsumbildung, die auch Einfluss auf die Zusammensetzung des Parlaments hatte. Die ehemaligen Minister Ilga Šuplinska und Ramona Petraviča kehrten als Abgeordnete ins Parlament zurück. Damit schieden ihre Vertreter Andris Kazinovskis und Edgars Kronbergs aus. Šuplinska verließ in diesem Zusammenhang die JKP (womit die, trotz Kazinovskis Ausscheidens, weiterhin nur 15 Abgeordnete stellt). Māris Mičerevskis, der den Parlamentssitz der zur Ministerin ernannten Marija Golubeva übernahm, wurde nicht Teil der AP-Fraktion, womit sich deren Abgeordnetenzahl auf 12 reduziert. Im August 2021 verließ Kaspars Ģirģens die KPV-Fraktion in der Absicht zusammen mit seinem Bruder, dem ehemaligen Innenminister Sandis Ģirģens, eine neue Partei zu gründen. Nachdem Ēriks Pucens Ende August angekündigt hatte, die KPV/PCL ebenfalls verlassen zu wollen, um sich den Ģirģens Brüdern anzuschließen, wurde von den vier verbliebenen Abgeordneten eine Fraktionsgemeinschaft mit Aldis Gobzems und Katrina Sprūde, die zwischenzeitlich ebenfalls eine neue Partei gegründet hatten, gebildet. Nur so konnte der Fraktionsstatus, der direkt nach der Wahl zweitstärksten Partei KPV LV / PCL, erhalten bleiben. Seitdem sich im Dezember 2021 Aivars Geidāns der JKP und Ivars Puga der NA angeschlossen haben, verfügt die Regierung auch wieder über eine eigene Mehrheit im Parlament. Am 24. Januar 2022 verließ Romāns Naudiņš die NA, da er mit den Maßnahmen der Regierung zur Bekämpfung der COVID-19-Pandemie unzufrieden war. Nach einer weiteren Regierungsumbildung kehrten Marija Golubeva und Jānis Vitenbergs im Mai 2022 als Abgeordnete ins Parlament zurück und ersetzten ihre zeitweiligen Vertretungen. Gleichzeitig wurde die neu zur Ministerin berufene Ilze Indriksone durch Normunds Dzintars ersetzt. Nachdem die Latvijas Zaļā partija und die Liepājas partija im Juni 2022 ihre Mitarbeit im Bündnis der Grünen und Bauern aufgekündigt haben, gehören auch deren Abgeordnete (Raimonds Bergmanis, Māris Kučinskis und Edgars Tavars) dem Parlament als fraktionslose Abgeordnete an. Nach dem Tod von Aldis Blumbergs wurde dessen Sitz von Ainārs Vilciņš übernommen, der 2018 zwar für die KPV LV angetreten war, bei der kommenden Wahl aber auf der Liste der neu gegründeten Suverēnā vara steht. Somit gehörte auch er dem Parlament als fraktionsloser Abgeordneter an.

## Wahlsystem
Die 100 Abgeordneten des lettischen Parlaments werden in einer Verhältniswahl mit offener Liste gewählt. Die Sitze werden in fünf Wahlkreisen (Riga, Vidzeme, Latgale, Kurzeme und Zemgale) nach dem Sainte-Laguë-Verfahren proportional verteilt.
Es gilt eine landesweite Sperrklausel von 5 %. Die Legislaturperiode dauert 4 Jahre.

## Teilnehmende Parteien
Folgende 19 Parteien und Parteienbündnisse reichten bis zum Ablauf der Nominierungsfrist am 2. August 2022 eine Kandidatenliste ein und nahmen an der Wahl teil:
| Partei/Wahlbündnis | Partei/Wahlbündnis | Partei/Wahlbündnis | Sitze 2018 | Politische Ausrichtung                                     | Europäische Partei/Fraktion |
| ------------------ | ------------------ | --- | ---------- | ---------------------------------------------------------- | --------------------------- |
|                    | Logo               | Jaunā Vienotība [JV] (Vienotība, ...) Neue Einigkeit | 8          | Konservatismus, Liberalismus, pro-europäisch               | EVP                         |
|                    |                    | "Latvijas Krievu savienība" [LKS] Russische Union Lettlands |            | pro-russisch                                               | Grüne/EFA                   |
|                    | Logo               | Zaļo un Zemnieku savienība [ZZS] Bündnis der Grünen und Bauern - Latvijas Zemnieku savienība - Latvijai un Ventspilij - Latvijas Sociāldemokrātiskā Strādnieku partija | 11         | Bauernpartei, Zentrismus, Sozialdemokratie, europakritisch |                             |
|                    |                    | Tautas kalpi Latvijai Diener des Volkes für Lettland |            |                                                            |                             |
|                    | Logo               | "Suverēnā vara" [SV] Souveräne Macht |            | Populismus, pro-russisch                                   |                             |
|                    |                    | "Kristīgi progresīvās partija" Christliche Fortschrittspartei |            | christdemokratisch                                         |                             |
|                    | Logo               | "Saskaņa" sociāldemokrātiskā partija [SDPS] Sozialdemokratische Partei "Harmonie"                                                                                      | 23         | Sozialdemokratie, pro-russisch                             | S&D                         |
|                    | Logo               | Politiskā partija "Stabilitātei!" [S!] Stabilität |            | Populismus, pro-russisch                                   |                             |
|                    |                    | Politiskā partija "Tautas varas spēks" Volksmacht |            |                                                            |                             |
|                    | Logo               | Partija "Vienoti Latvijai" [VL] Vereinigtes Lettland |            |                                                            |                             |
|                    |                    | Nacionālā apvienība [NA] Nationale Vereinigung | 13         | Nationalkonservatismus, Rechtspopulismus, europakritisch   | EKR                         |
|                    | Logo               | Latvija pirmajā vietā [LPV] Lettland Zuerst |            | Populismus                                                 |                             |
|                    |                    | Konservatīvie [K] Konservative | 16         | Konservatismus, pro-europäisch                             |                             |
|                    |                    | Politiskā partija "Katram un katrai" [KuK] Jedermann |            | Populismus                                                 |                             |
|                    | Logo               | Progresīvie [P] Progressive |            | Sozialdemokratie, Grüne Politik                            | Grüne/EFA                   |
|                    | Logo               | Attīstībai/Par! [AP!] Entwicklung/Für! - Kustība Par! - Latvijas attīstībai - Izaugsme                                                                                 | 13         | Liberalismus, pro-europäisch                               | ALDE                        |
|                    |                    | "Apvienība Latvijai" (Par cilvēcīgu Latviju, ...) Verein für Lettland                                                                                                  | 16         | Populismus                                                 |                             |
|                    |                    | Apvienotais saraksts [AS] Vereinigte Liste - Latvijas Zaļā partija - Latvijas Reģionu apvienība - Liepājas partija                                                     |            | Grüne Politik, Zentrismus, Regionalismus                   |                             |
|                    |                    | Politiskā partija "Republika" [R] Republik |            | Populismus                                                 |                             |

## Ergebnisse
Die Partei Neue Einigkeit des amtierenden Ministerpräsidenten Kariņš erhielt den höchsten Stimmenanteil (19%) und gewann die meisten Sitze (26). In einer Rede nach der Wahl erklärte der Wahlsieger Kariņš, dass Lettland die Ukraine weiterhin gegen Russland unterstützen werde, und er erklärte, die derzeitige Koalitionsregierung beibehalten zu wollen. Das Bündnis der Grünen und Bauern belegte mit 13 % der Stimmen den zweiten Platz, obwohl der Vorsitzende Aivars Lembergs 2021 zu fünf Jahren Gefängnis verurteilt wurde und von den Vereinigten Staaten sanktioniert wurde. Die anderen Parteien, die über der 5-%-Hürde lagen, um einen Sitz im Parlament zu erhalten, waren die Vereinigte Liste mit 11 %, die Nationale Allianz mit 9,3 %, Stabilität! mit 7 %, Lettland Zuerst mit 6 % und die Progressiven, die zum ersten Mal mit 6 % der Stimmen ins Parlament einzogen.
Die pro-russische, sozialdemokratische Partei Harmonie, die bei den vorangegangenen drei Parlamentswahlen den ersten Platz belegt hatte, konnte sich keine Parlamentssitze sichern und lag mit 4,9 % der Stimmen leicht unter der 5-%-Hürde (aller Stimmen, einschließlich ungültiger Stimmen). Als Grund dafür gilt unter anderem interner Streit über den russischen Überfall und Einmarsch in die Ukraine. Ein Großteil der ethnischen russischen Bevölkerung stimmte nunmehr für die pro-russischen Parteien Stabilität!, Souveräne Macht und die Lettische Russische Union. Die Entwicklung/Für!-Allianz, eines der Koalitionsmitglieder, verfehlte die 5%-Hürde ebenfalls nur knapp um 0,03 % (mit 4,97 % aller Stimmen). Ein weiteres Koalitionsmitglied, die Konservativen schafften es ebenfalls nicht, die 5%-Schwelle zu überschreiten und erhielten 3 % der Stimmen. Der Nichtwähler-Anteil betrug 29,09 %.

Gewählte Abgeordnete und Mehrheiten nach Regionen sowie Städten und Bezirken

| Partei/Wahlbündnis                          | Stimmen   | %      | Sitze |
| ------------------------------------------- | --------- | ------ | ----- |
| Jaunā Vienotība (JV)                        | 173.425   | 18,97  | 26    |
| Zaļo un Zemnieku savienība (ZZS)            | 113.676   | 12,44  | 16    |
| Apvienotais saraksts (AS)                   | 100.631   | 11,01  | 15    |
| Nacionālā apvienība (NA)                    | 84.939    | 9,29   | 13    |
| Politiskā partija "Stabilitātei!" (S!)      | 62.168    | 6,80   | 11    |
| Latvija pirmajā vietā (LPV)                 | 57.033    | 6,24   | 9     |
| Progresīvie (P)                             | 56.327    | 6,16   | 10    |
| Attīstībai/Par! (AP!)                       | 45.452    | 4,97   | 0     |
| "Saskaņa" sociāldemokrātiskā partija (SDPS) | 43.943    | 4,81   | 0     |
| Politiskā partija "Katram un katrai" (KuK)  | 33.578    | 3,67   | 0     |
| Latvijas Krievu savienība (LKS)             | 33.203    | 3,63   | 0     |
| Suverēnā vara (SV)                          | 29.603    | 3,24   | 0     |
| Konservatīvie (K)                           | 28.270    | 3,09   | 0     |
| Politiskā partija "Republika" (R)           | 16.088    | 1,76   | 0     |
| Andere                                      | 25.303    | 2,76   | 0     |
| Total                                       | 903.639   | 100,00 |       |
| Gültige Stimmen                             | 903.639   | 98,86  |       |
| Ungültige Stimme                            | 10.383    | 1,14   |       |
| insgesamt                                   | 914.022   | 100,00 |       |
| stimmberechtigte Wähler                     | 1.542.407 | 100,00 |       |
| Wahlbeteiligung                             | 916.739   | 59,44  |       |

## Umfragen

### Letzte Umfragen
| Institut            | Datum      | SDPS   | K      | AP!    | NA     | ZZS    | JV     | AS    | LKS   | P     | S!    | KuK   | R     | LPV   | SV    | Sonst. |
| ------------------- | ---------- | ------ | ------ | ------ | ------ | ------ | ------ | ----- | ----- | ----- | ----- | ----- | ----- | ----- | ----- | ------ |
| SKDS                | 23.09.2022 | 7,3 %  | 3,3 %  | 5,2 %  | 11,3 % | 11,6 % | 21,4 % | 8,4 % | 4,0 % | 7,6 % | 4,1 % | 4,3 % | —     | 4,3 % | 1,4 % | 5,8 %  |
| Factum              | 21.09.2022 | 8,0 %  | 4,6 %  | 6,3 %  | 9,3 %  | 7,0 %  | 22,6 % | 9,0 % | 4,8 % | 8,8 % | 6,2 % | 4,0 % | 1,0 % | 5,0 % | —     | 2,0 %  |
| SKDS                | 01.09.2022 | 9,5 %  | 4,7 %  | 7,9 %  | 12,6 % | 10,1 % | 15,1 % | 7,8 % | 4,6 % | 8,8 % | 5,5 % | 3,7 % | —     | 3,5 % | 2,1 % | 4,1 %  |
| Factum              | 22.08.2022 | 9,2 %  | 5,1 %  | 8,8 %  | 10,8 % | 8,6 %  | 20,7 % | 8,4 % | 4,2 % | 7,5 % | 6,6 % | 1,7 % | 1,2 % | 4,8 % | —     | 2,4 %  |
| Factum              | 08.08.2022 | 10,9 % | 5,9 %  | 9,4 %  | 10,5 % | 7,7 %  | 21,0 % | 7,7 % | 3,5 % | 6,3 % | 6,1 % | 2,2 % | 1,7 % | 4,5 % | —     | 2,6 %  |
| SKDS                | 05.08.2022 | 10,8 % | 4,0 %  | 9,0 %  | 13,3 % | 7,7 %  | 15,7 % | 5,6 % | 5,7 % | 8,1 % | —     | 4,5 % | 2,4 % | 5,4 % | —     | 7,8 %  |
| Parlamentswahl 2018 | 06.10.2018 | 19,8 % | 13,6 % | 12,0 % | 11,0 % | 9,9 %  | 6,7 %  | 4,1 % | 3,2 % | 2,6 % | —     | —     | —     | —     | —     | 2,8 %  |

### Ältere Umfragen
| \| Institut[34] \| Datum \| SDPS \| PCL \| K \| AP! \| NA \| ZZS \| JV \| AS \| AS \| AS \| LKS \| P \| S! \| KuK \| R \| LPV \| Sonst. \| \| Institut[34] \| Datum \| SDPS \| PCL \| K \| AP! \| NA \| ZZS \| JV \| LRA \| LZP \| LP \| LKS \| P \| S! \| KuK \| R \| LPV \| Sonst. \| \| ------------------- \| ---------- \| ------ \| ------ \| ------ \| ------ \| ------ \| ------ \| ------ \| ----- \| ----- \| ----- \| ----- \| ----- \| ----- \| ----- \| ----- \| ----- \| ------ \| \| Fcatum \| 25.07.2022 \| 10,3 % \| — \| 5,7 % \| 10,7 % \| 11,3 % \| 6,8 % \| 20,5 % \| 4,9 % \| 4,9 % \| 4,9 % \| 3,8 % \| 6,4 % \| 5,3 % \| 3,1 % \| 1,9 % \| 5,0 % \| 4,3 % \| \| Factum \| 11.07.2022 \| 10,6 % \| — \| 6,2 % \| 9,0 % \| 12,3 % \| 6,5 % \| 20,3 % \| 3,6 % \| 3,6 % \| 3,6 % \| 5,5 % \| 6,8 % \| — \| 2,2 % \| 2,5 % \| 7,5 % \| 7,0 % \| \| Factum \| 03.06.2022 \| 10,6 % \| — \| 6,9 % \| 10,2 % \| 12,8 % \| 8,4 % \| 20,0 % \| 2,9 % \| — \| — \| 7,1 % \| 6,9 % \| 1,9 % \| 2,6 % \| 1,9 % \| 4,6 % \| 3,2 % \| \| Factum \| 02.05.2022 \| 12,4 % \| 1,0 % \| 9,1 % \| 10,3 % \| 12,5 % \| 9,4 % \| 19,2 % \| 2,2 % \| — \| — \| 5,2 % \| 5,9 % \| — \| 3,8 % \| 2,3 % \| 3,1 % \| 3,6 % \| \| Factum \| 05.04.2022 \| 11,2 % \| 6,7 % \| — \| 10,2 % \| 11,9 % \| 10,8 % \| 17,0 % \| 2,6 % \| — \| — \| 5,6 % \| 5,9 % \| — \| 4,7 % \| 1,7 % \| 5,2 % \| 6,5 % \| \| Factum \| 07.03.2022 \| 12,7 % \| — \| — \| 11,5 % \| 11,6 % \| 9,5 % \| 16,3 % \| 3,6 % \| — \| — \| 3,4 % \| 1,1 % \| — \| 5,7 % \| 1,8 % \| 4,5 % \| 11,8 % \| \| Factum \| 04.02.2022 \| 12,7 % \| — \| 6,0 % \| 11,6 % \| 11,7 % \| 9,6 % \| 16,6 % \| 3,7 % \| — \| — \| — \| 7,0 % \| — \| 5,5 % \| — \| — \| 15,2 % \| \| Factum \| 02.01.2022 \| 12,2 % \| — \| 6,1 % \| 12,0 % \| 11,5 % \| 9,5 % \| 16,9 % \| 4,1 % \| — \| — \| 3,2 % \| 6,6 % \| — \| 6,4 % \| — \| — \| 11,5 % \| \| Factum \| 02.01.2022 \| 13,0 % \| — \| 5,5 % \| 12,6 % \| 11,4 % \| 9,4 % \| 16,9 % \| 4,9 % \| — \| — \| 3,0 % \| 5,9 % \| — \| 5,4 % \| — \| — \| 12,0 % \| \| Factum \| 02.12.2021 \| 13,4 % \| — \| 5,7 % \| 13,0 % \| 11,8 % \| 6,4 % \| 17,5 % \| — \| — \| — \| 3,1 % \| 6,1 % \| — \| 5,6 % \| — \| — \| 17,4 % \| \| Factum \| 02.11.2021 \| 12,6 % \| — \| 5,1 % \| 14,1 % \| 11,8 % \| 9,0 % \| 15,9 % \| — \| — \| — \| — \| 6,4 % \| — \| 6,4 % \| — \| — \| 18,7 % \| \| Factum \| 02.10.2021 \| 13,4 % \| — \| 6,9 % \| 14,8 % \| 11,9 % \| 8,5 % \| 15,5 % \| 4,0 % \| — \| — \| 2,9 % \| 5,7 % \| — \| 6,1 % \| — \| — \| 10,3 % \| \| Factum \| 01.09.2021 \| 14,6 % \| — \| 6,1 % \| 14,0 % \| 11,7 % \| 9,1 % \| 16,9 % \| 3,7 % \| — \| — \| 2,8 % \| 5,7 % \| — \| 5,1 % \| — \| — \| 10,3 % \| \| Factum \| 31.07.2021 \| 15,8 % \| 0,6 % \| 5,8 % \| 11,5 % \| 14,4 % \| 11,6 % \| 16,2 % \| 4,1 % \| — \| — \| 3,4 % \| 6,5 % \| — \| 4,1 % \| — \| — \| 6,0 % \| \| Factum \| 02.06.2021 \| 17,1 % \| 0,6 % \| 7,8 % \| 11,1 % \| 13,3 % \| 12,5 % \| 15,9 % \| 3,5 % \| — \| — \| 3,8 % \| 6,1 % \| — \| 3,3 % \| — \| — \| 5,0 % \| \| Factum \| 01.05.2021 \| 15,2 % \| 1,0 % \| 7,4 % \| 12,2 % \| 11,9 % \| 10,1 % \| 16,8 % \| 4,3 % \| — \| — \| 4,1 % \| 6,4 % \| — \| 5,6 % \| — \| — \| 5,0 % \| \| Factum \| 31.03.2021 \| 13,5 % \| 1,3 % \| 8,3 % \| 13,4 % \| 12,2 % \| 10,7 % \| 15,7 % \| 3,5 % \| — \| — \| 3,2 % \| 5,6 % \| — \| 5,7 % \| — \| — \| 6,9 % \| \| Factum \| 01.03.2021 \| 12,0 % \| — \| 8,0 % \| 14,6 % \| 11,1 % \| 11,9 % \| 15,1 % \| 3,6 % \| — \| — \| 3,9 % \| 7,0 % \| — \| 4,3 % \| — \| — \| 8,5 % \| \| Factum \| 03.02.2021 \| 11,8 % \| 2,5 % \| 7,5 % \| 14,0 % \| 12,4 % \| 12,3 % \| 13,7 % \| 3,0 % \| — \| — \| 4,1 % \| 6,8 % \| — \| — \| — \| — \| 11,9 % \| \| Parlamentswahl 2018 \| 06.10.2018 \| 19,8 % \| 14,3 % \| 13,6 % \| 12,0 % \| 11,0 % \| 9,9 % \| 6,7 % \| 4,1 % \| — \| — \| 3,2 % \| 2,6 % \| — \| — \| — \| — \| 2,8 % \| |            |        |        |        |        |        |        |        |       |       |       |       |       |       |       |       |       |        |
| Institut | Datum      | SDPS   | PCL    | K      | AP!    | NA     | ZZS    | JV     | AS    | AS    | AS    | LKS   | P     | S!    | KuK   | R     | LPV   | Sonst. |
| Institut | Datum      | SDPS   | PCL    | K      | AP!    | NA     | ZZS    | JV     | LRA   | LZP   | LP    | LKS   | P     | S!    | KuK   | R     | LPV   | Sonst. |
| Fcatum | 25.07.2022 | 10,3 % | —      | 5,7 %  | 10,7 % | 11,3 % | 6,8 %  | 20,5 % | 4,9 % | 4,9 % | 4,9 % | 3,8 % | 6,4 % | 5,3 % | 3,1 % | 1,9 % | 5,0 % | 4,3 %  |
| Factum | 11.07.2022 | 10,6 % | —      | 6,2 %  | 9,0 %  | 12,3 % | 6,5 %  | 20,3 % | 3,6 % | 3,6 % | 3,6 % | 5,5 % | 6,8 % | —     | 2,2 % | 2,5 % | 7,5 % | 7,0 %  |
| Factum | 03.06.2022 | 10,6 % | —      | 6,9 %  | 10,2 % | 12,8 % | 8,4 %  | 20,0 % | 2,9 % | —     | —     | 7,1 % | 6,9 % | 1,9 % | 2,6 % | 1,9 % | 4,6 % | 3,2 %  |
| Factum | 02.05.2022 | 12,4 % | 1,0 %  | 9,1 %  | 10,3 % | 12,5 % | 9,4 %  | 19,2 % | 2,2 % | —     | —     | 5,2 % | 5,9 % | —     | 3,8 % | 2,3 % | 3,1 % | 3,6 %  |
| Factum | 05.04.2022 | 11,2 % | 6,7 %  | —      | 10,2 % | 11,9 % | 10,8 % | 17,0 % | 2,6 % | —     | —     | 5,6 % | 5,9 % | —     | 4,7 % | 1,7 % | 5,2 % | 6,5 %  |
| Factum | 07.03.2022 | 12,7 % | —      | —      | 11,5 % | 11,6 % | 9,5 %  | 16,3 % | 3,6 % | —     | —     | 3,4 % | 1,1 % | —     | 5,7 % | 1,8 % | 4,5 % | 11,8 % |
| Factum | 04.02.2022 | 12,7 % | —      | 6,0 %  | 11,6 % | 11,7 % | 9,6 %  | 16,6 % | 3,7 % | —     | —     | —     | 7,0 % | —     | 5,5 % | —     | —     | 15,2 % |
| Factum | 02.01.2022 | 12,2 % | —      | 6,1 %  | 12,0 % | 11,5 % | 9,5 %  | 16,9 % | 4,1 % | —     | —     | 3,2 % | 6,6 % | —     | 6,4 % | —     | —     | 11,5 % |
| Factum | 02.01.2022 | 13,0 % | —      | 5,5 %  | 12,6 % | 11,4 % | 9,4 %  | 16,9 % | 4,9 % | —     | —     | 3,0 % | 5,9 % | —     | 5,4 % | —     | —     | 12,0 % |
| Factum | 02.12.2021 | 13,4 % | —      | 5,7 %  | 13,0 % | 11,8 % | 6,4 %  | 17,5 % | —     | —     | —     | 3,1 % | 6,1 % | —     | 5,6 % | —     | —     | 17,4 % |
| Factum | 02.11.2021 | 12,6 % | —      | 5,1 %  | 14,1 % | 11,8 % | 9,0 %  | 15,9 % | —     | —     | —     | —     | 6,4 % | —     | 6,4 % | —     | —     | 18,7 % |
| Factum | 02.10.2021 | 13,4 % | —      | 6,9 %  | 14,8 % | 11,9 % | 8,5 %  | 15,5 % | 4,0 % | —     | —     | 2,9 % | 5,7 % | —     | 6,1 % | —     | —     | 10,3 % |
| Factum | 01.09.2021 | 14,6 % | —      | 6,1 %  | 14,0 % | 11,7 % | 9,1 %  | 16,9 % | 3,7 % | —     | —     | 2,8 % | 5,7 % | —     | 5,1 % | —     | —     | 10,3 % |
| Factum | 31.07.2021 | 15,8 % | 0,6 %  | 5,8 %  | 11,5 % | 14,4 % | 11,6 % | 16,2 % | 4,1 % | —     | —     | 3,4 % | 6,5 % | —     | 4,1 % | —     | —     | 6,0 %  |
| Factum | 02.06.2021 | 17,1 % | 0,6 %  | 7,8 %  | 11,1 % | 13,3 % | 12,5 % | 15,9 % | 3,5 % | —     | —     | 3,8 % | 6,1 % | —     | 3,3 % | —     | —     | 5,0 %  |
| Factum | 01.05.2021 | 15,2 % | 1,0 %  | 7,4 %  | 12,2 % | 11,9 % | 10,1 % | 16,8 % | 4,3 % | —     | —     | 4,1 % | 6,4 % | —     | 5,6 % | —     | —     | 5,0 %  |
| Factum | 31.03.2021 | 13,5 % | 1,3 %  | 8,3 %  | 13,4 % | 12,2 % | 10,7 % | 15,7 % | 3,5 % | —     | —     | 3,2 % | 5,6 % | —     | 5,7 % | —     | —     | 6,9 %  |
| Factum | 01.03.2021 | 12,0 % | —      | 8,0 %  | 14,6 % | 11,1 % | 11,9 % | 15,1 % | 3,6 % | —     | —     | 3,9 % | 7,0 % | —     | 4,3 % | —     | —     | 8,5 %  |
| Factum | 03.02.2021 | 11,8 % | 2,5 %  | 7,5 %  | 14,0 % | 12,4 % | 12,3 % | 13,7 % | 3,0 % | —     | —     | 4,1 % | 6,8 % | —     | —     | —     | —     | 11,9 % |
| Parlamentswahl 2018 | 06.10.2018 | 19,8 % | 14,3 % | 13,6 % | 12,0 % | 11,0 % | 9,9 %  | 6,7 %  | 4,1 % | —     | —     | 3,2 % | 2,6 % | —     | —     | —     | —     | 2,8 %  |

## Regierungsbildung
Die neue Regierung, eine Mitte-Rechts-Koalition aus Jaunā Vienotība, Vereinter Liste und Nationaler Allianz, trat am 14. Dezember 2022 ihr Amt an, nachdem ihr das Parlament mit 54 zu 37 Stimmen das Vertrauen ausgesprochen hatte. Ministerpräsident blieb Krišjānis Kariņš (Jaunā Vienotība).